# Barbara Gourdet
Barbara Gourdet (née le 29 décembre 1965 à Saintes) est une athlète française, spécialiste du 800 mètres. 

## Biographie
Barbara Gourdet remporte trois titres de championne de France du 800 mètres, en 1987, 1988 et 1993.
Elle est médaillée d'argent du 4 x 400 mètres aux Jeux méditerranéens de 1987.
Son meilleur temps sur 400 mètres est de 54 s 79 réalisé le 25 août à Schwechat en Autriche.

### Palmarès
- Championnats de France d'athlétisme :
  - 3 fois vainqueur du 800 m en 1987, 1988 et 1993.

### Records
| Épreuve | Performance  | Lieu | Date |
| ------- | ------------ | ---- | ---- |
| 800 m   | 2 min 1 s 31 |      | 1988 |